# Sybrinus flavescens
Sybrinus flavescens är en skalbaggsart som beskrevs av Stefan von Breuning 1948. Sybrinus flavescens ingår i släktet Sybrinus och familjen långhorningar. Inga underarter finns listade i Catalogue of Life.